# Wadi El Taym

Le Wadi El Taym est une région vallonnée du Liban, qui s'étend de la vallée de la Bekaa jusqu'à la Galilée en Israël.